# Ígor Poliakov
Ígor Poliakov (rus: Игорь Николаевич Поляков)  (Moscou, 15 de juliol de 1912 - Moscou, 16 de maig de 2008) fou un remer rus que va competir com a timoner sota bandera soviètica durant les dècades de 1940 i 1950. Per la seva participació a la Segona Guerra Mundial va rebre diferents condecoracions militars.
El 1952 va prendre part en els Jocs Olímpics d'Estiu de Hèlsinki, on guanyà la medalla de plata en la prova del vuit amb timoner del programa de rem.
En el seu palmarès també destaquen sis campionats nacionals soviètics i nombroses places d'honor.